# Mosteiro (Ginzo de Limia)
Mosteiro (llamada oficialmente Santa María de Mosteiro de Ribeira) es una parroquia y un lugar del municipio español de Ginzo de Limia, en la provincia de Orense, Galicia.

## Toponimia
La parroquia también es conocida por el nombre de Santa María de Mosteiro.

## Organización territorial
La parroquia está formada por una entidad de población:
- Mosteiro (Mosteiro de Ribeira)

## Demografía
Gráfica demográfica del lugar y parroquia de Mosteiro según el INE español:
| Gráfica de evolución demográfica de Mosteiro entre 2000 y 2022 |
|                                                                |
| Datos según el nomenclátor publicado por el INE.               |